# Тургенєвська вулиця (Ростов-на-Дону)
Тургенівська вулиця (рос. Тургеневская улица)  — торгова вулиця в центрі міста, одна з найстаріших у Ростові-на-Дону.

## Історія
Одна з найстаріших вулиць міста. У 90-х роках позаминулого століття вона називалася Поліцейською, так як на ній розміщувалася міська поліцейська частина. На ній жили городничий та поліцмейстер, тому вулиця була завжди в центрі уваги влади. Зокрема в 1848 році міська дума, як зазначається в книзі Кузнєцова «Минуле Ростова», просила катеринославського губернатора дати освітлення хоча б для найбільш значних вулиць, в тому числі і для Поліцейської . Однією з перших в Ростові ця вулиця освітилася олійними ліхтарями. Про Поліцейську також писав у своїх «Картинках ростовського життя» А. В. Свірський:
|  | Раніше потопаюча у жахливому бруді, дзвін найближчої церкви і дзвінкі голоси приютських дітей заглушаються цинічними піснями п'яних завсідників веселих будинків... |

З цього уривка можна зробити висновок, що тоді представляла собою вулиця. В 1896 році, дума назвала вулицю ім'ям знаменитого письменника У газетах тоді писалося, що для брудної Поліцейської (якщо вже її перейменовувати), більше підійшла б назва Базарна або Торгова, а ім'я В. С. Тургенєва слід було б дати інший — кращій вулиці. Перейменування нічого тут не змінило, вулиця біля старого базару залишилася такою: багато складів, маленьких магазинів і лавок. З промислових будов тут був оцетний завод Г. І. Чмелева зведений в 1889 році.

Фотогалерея
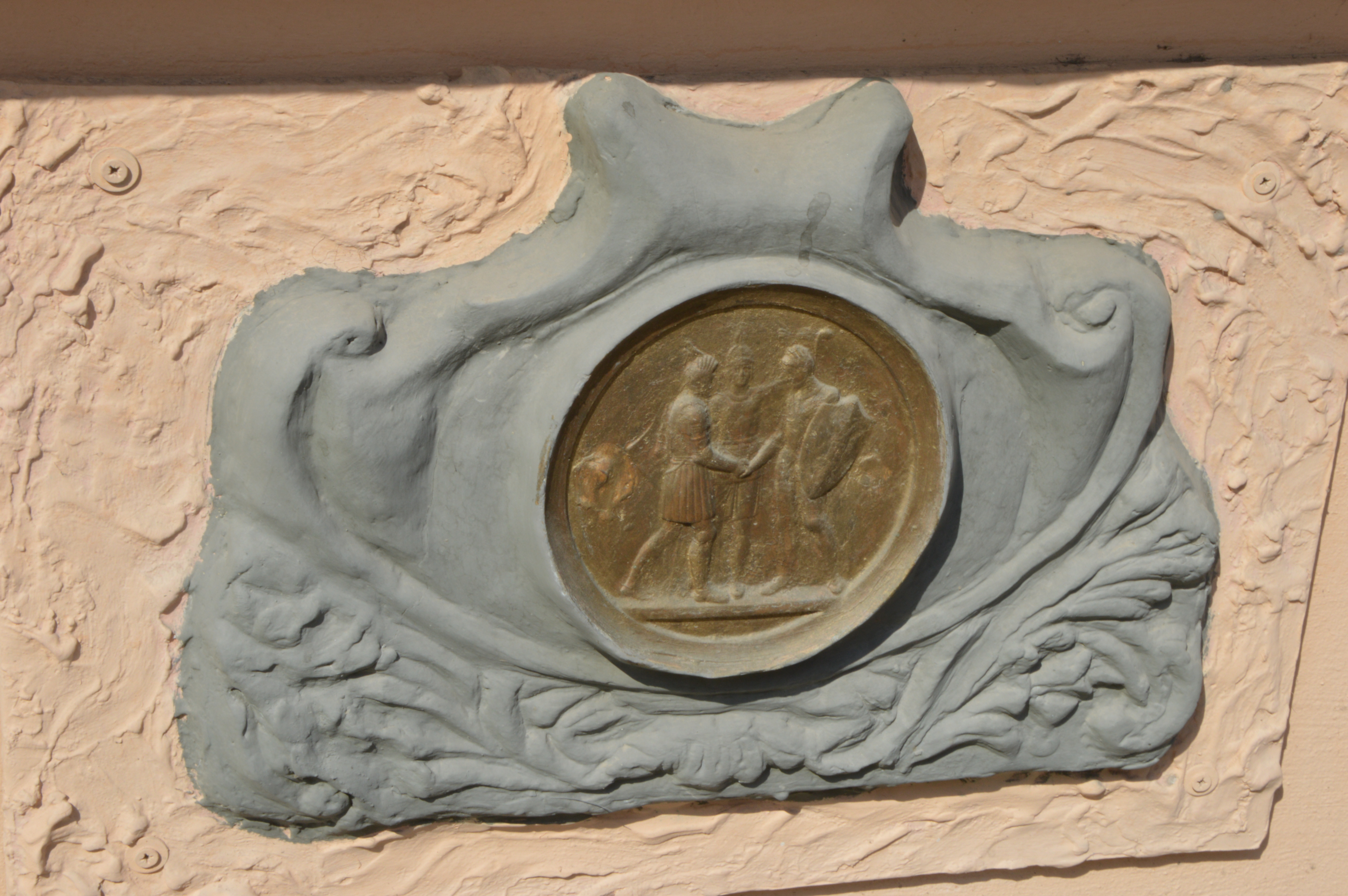
Елемент декору
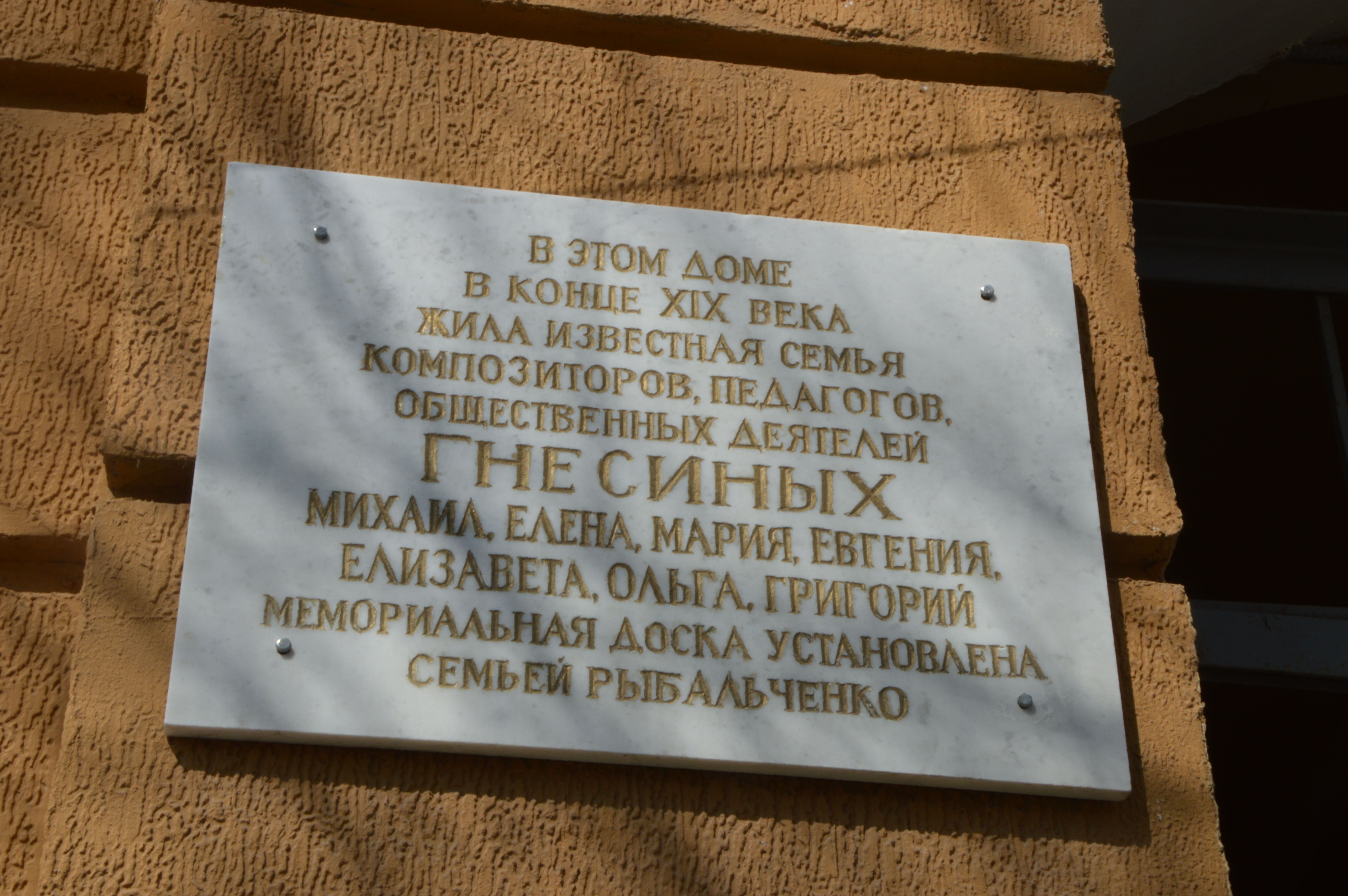
Меморіальна дошка
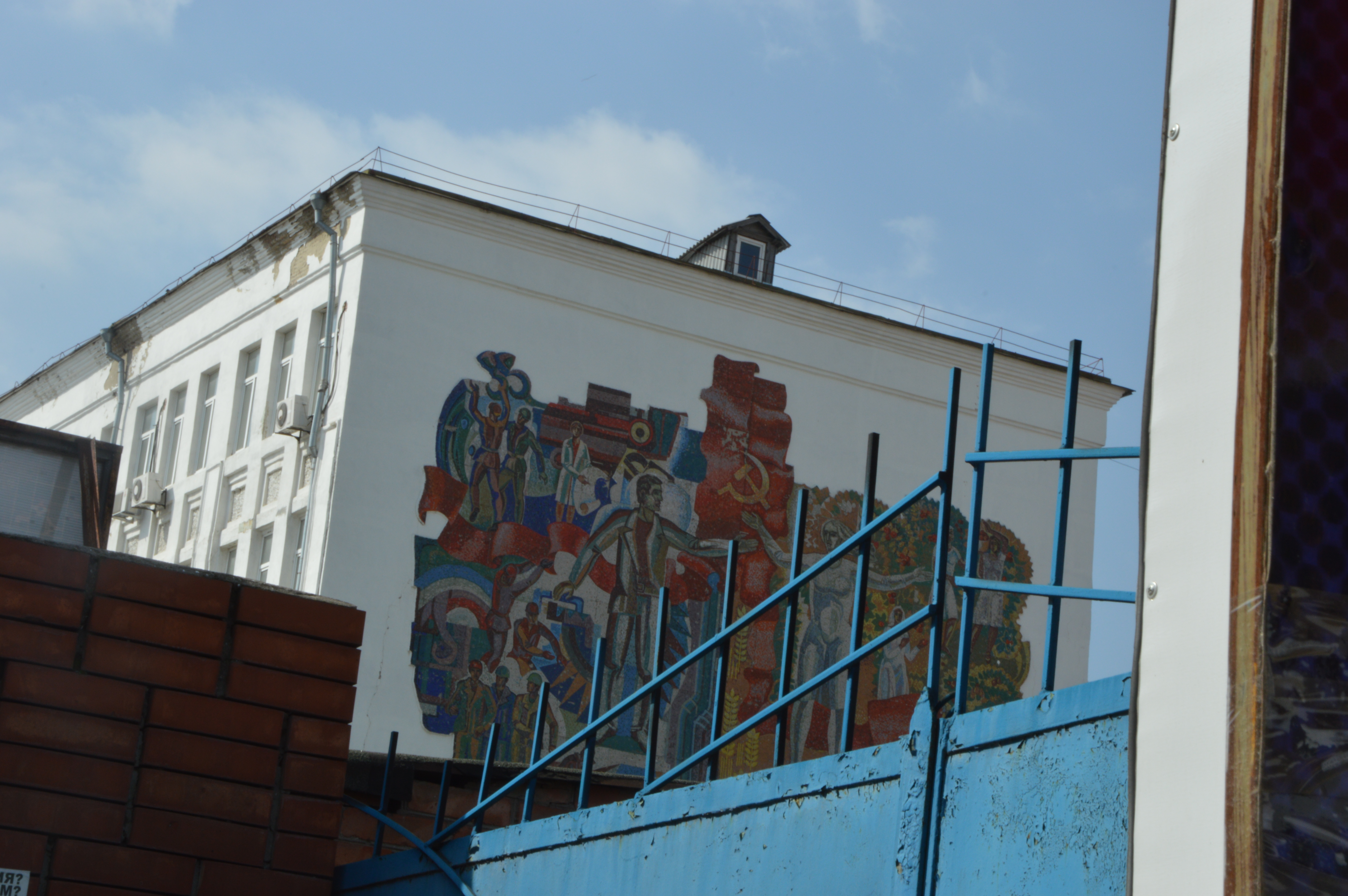
Зображення на будівлі